# Cotxa de Przewalski
La Cotxa de Przewalski (Phoenicurus alaschanicus) és una espècie d'ocell de la família dels muscicàpids (Muscicapidae) que habita els boscos de coníferes de les muntanyes de l'oest i centre de la Xina. El seu estat de conservació es considera gairebé amenaçat.
És conegut en diverses llengües con "cotxa de Przewalski" (Anglès: Przevalski's Redstart. Francés: Rougequeue de Przewalski).